# Сийканиеми, Вяйнё
Вяйнё Сийканиеми (фин. Väinö Siikaniemi; 27 марта 1887 — 24 августа 1932) — финский учитель и поэт, призёр Олимпийских игр.
Вяйнё Сийканиеми родился в 1887 году в общине Холлола (Великое княжество Финляндское). В 1912 году, на Олимпийских играх в Стокгольме, выступая за финскую команду завоевал серебряную медаль в метании копья правой и левой руками (в зачёт шёл лучший результат). Это было его единственным крупным спортивным выступлением.
Впоследствии Вяйнё Сийканиеми стал преподавателем математики, занимался переводами. В 1923 году было опубликовано его первое стихотворение, а в 1929 вышел сборник его стихов.
Вяйнё Сийканиеми умер в 1932 году из-за осложнения после перенесённой пневмонии.

## Семья
С 1916 года был женат на финской певице Ойли (Ольге) Силвентойнен (1888—1932), сестре певицы Алмы Куула. Ойли умерла в начале августа 1932 года, её муж умер через несколько недель после неё.